# Kasteel van Nassigny
Het Kasteel van Nassigny (Frans: Château de Nassigny) is een kasteel in de Franse gemeente Nassigny. Het kasteel is een beschermd historisch monument sinds 1979.